# Leni Breymaier

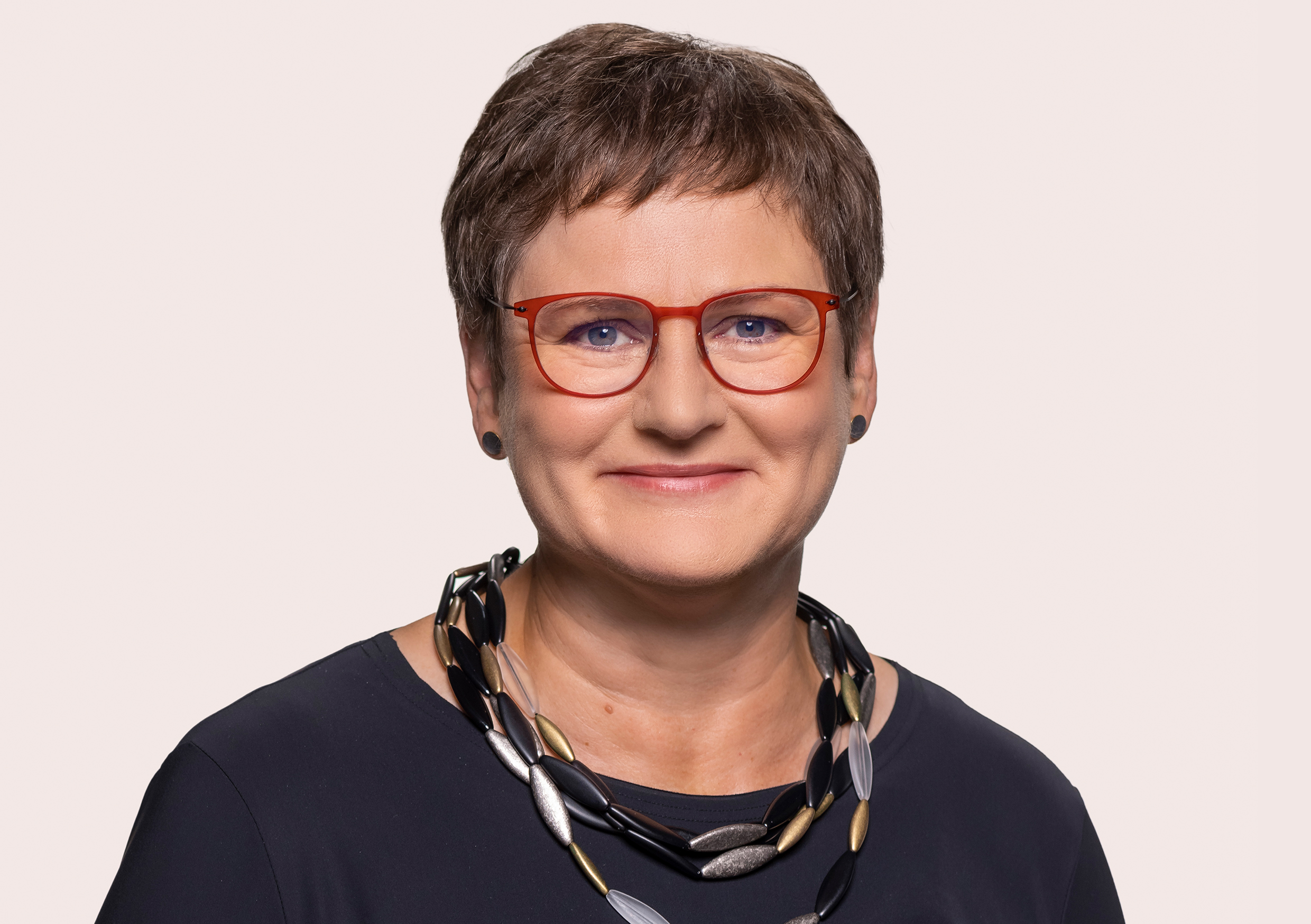
Leni Breymaier (2021)

Leni Breymaier (* 26. April 1960 in Ulm; bis 2017 amtlich Magdalena Breymaier) ist eine deutsche Politikerin (SPD), Gewerkschafterin und war von 2017 bis 2025 Mitglied des Deutschen Bundestages. Von 2008 bis 2016 war sie Mitglied ohne Befähigung zum Richteramt am Verfassungsgerichtshof für das Land Baden-Württemberg. Von 2016 bis 2018 war sie zudem Landesvorsitzende der SPD Baden-Württemberg.

## Leben
Breymaier absolvierte von 1976 bis 1982 eine Ausbildung zur Einzelhandelskauffrau und qualifizierte sich zur Substitutin. Sie gehörte zunächst der Deutschen Angestellten-Gewerkschaft an und war für diese ab 1982 als Gewerkschaftssekretärin hauptamtlich tätig. Von 2002 bis 2007 war sie stellvertretende Landesvorsitzende des Deutschen Gewerkschaftsbundes und von 2007 bis November 2016 Landesbezirksleiterin der Vereinten Dienstleistungsgewerkschaft in Baden-Württemberg.
Dem Staatsgerichtshof (seit dem 5. Dezember 2015: Verfassungsgerichtshof) für das Land Baden-Württemberg gehörte sie von 2007 bis 2016 als Mitglied ohne Befähigung zum Richteramt an.
Sie ist evangelischer Konfession und lebt mit ihrem Ehemann seit 1986 in Eislingen/Fils.

## Politik
Breymaier ist seit 1982 Mitglied der SPD und engagiert sich insbesondere in der Rentenpolitik, Gleichstellungspolitik und Sozialpolitik. Im November 2009 wurde sie zur stellvertretenden Landesvorsitzenden der SPD Baden-Württemberg gewählt.
Der Landtag von Baden-Württemberg wählte Leni Breymaier 2009, 2010 und 2017 jeweils zum Mitglied der Bundesversammlung zur Wahl des Bundespräsidenten der Bundesrepublik Deutschland.
Nachdem die SPD bei der Landtagswahl in Baden-Württemberg am 13. März 2016 mit 12,7 Prozent der Stimmen ihr bisher schlechtestes Landesergebnis erzielt hatte und infolgedessen aus der Landesregierung ausgeschieden war, kündigte der Landesvorsitzende Nils Schmid seinen Rückzug vom Parteivorsitz an. Die Parteilinke Breymaier wurde am 22. Oktober 2016 auf dem Landesparteitag in Heilbronn mit 85 Prozent der Stimmen zur neuen Landesvorsitzenden gewählt. Zum Ende ihrer zweijährigen Amtszeit kündigte Lars Castellucci 2018 seine Gegenkandidatur um den Landesvorsitz an. Die Partei beschloss daraufhin ein nicht-bindendes Mitgliedervotum abzuhalten, welches Breymaier nur knapp für sich entscheiden konnte: auf sie entfielen 9176 Stimmen und auf ihren Herausforderer Castellucci 9137 Stimmen. Breymaier kündigte daraufhin an, beim Parteitag am 24. November 2018 nicht zur Wiederwahl anzutreten. Stattdessen trat der Vorsitzende der Landtagsfraktion, Andreas Stoch, an und setzte sich mit einem Vorsprung von acht Stimmen vor Castellucci durch.
Von 2017 bis 2021 gehörte Breymaier dem Bundesvorstand der SPD an, zunächst von 2017 bis 2019 als Mitglied des Präsidiums sowie seit 2019 als Beisitzerin.

### Bundestag
Bei der Bundestagswahl 2017 kandidierte sie im Bundestagswahlkreis Aalen – Heidenheim sowie auf Platz eins der SPD-Landesliste. Über die Landesliste zog sie daraufhin in den Deutschen Bundestag ein. Dort ist sie Teil der Parlamentarischen Linken, die den linken Parteiflügel der SPD bildet. Breymaier ist ordentliches Mitglied im Ausschuss für Familie, Senioren, Frauen und Jugend. Zudem ist sie Obfrau der SPD-Bundestagsfraktion in der Kommission zur Reform des Bundeswahlrechts und zur Modernisierung der Parlamentsarbeit und Schriftführerin. Sie ist stellvertretendes Mitglied im Ausschuss für Arbeit und Soziales und ebenfalls stellvertretendes Mitglied im Ausschuss für die Angelegenheiten der Europäischen Union. Im Juni 2019 gründete Breymaier mit ihrem Bundestagskollegen Frank Heinrich (CDU) den Parlamentskreis „Prostitution wohin?“.
Bei der Bundestagswahl 2021 zog sie über Platz 7 der Landesliste erneut in den Deutschen Bundestag ein. Leni Breymaier ist Obfrau und ordentliches Mitglied im Ausschuss für Familie, Senioren, Frauen und Jugend und Mitglied im Ausschuss für die Wahl der Richter der obersten Gerichtshöfe des Bundes. Ferner ist sie stellvertretendes Mitglied im Ausschuss für Arbeit und Soziales und im Ausschuss für Wahlprüfung, Immunität und Geschäftsordnung. Zudem ist Breymaier Sprecherin der SPD-Fraktion für den Bereich Familie, Senioren, Frauen und Jugend. Außerdem ist Breymaier Mitglied in der Kommission zur Reform des Wahlrechts und zur Modernisierung der Parlamentsarbeit. Im neu gewählten Parlament wurde der Arbeitskreis „Prostitution wohin“ aus der vergangenen Wahlperiode in „Pornografie und Prostitution“ umbenannt. Dieser setzt seine Arbeit fort.
Im Juni 2024 gab Breymaier bekannt, bei der Bundestagswahl 2025 nicht erneut kandidieren zu wollen.

## Politische Positionen

### Prostitution
In die Kritik geriet Breymaier 2020 im Zusammenhang mit einem offenen Brief von 16 Bundestagsabgeordneten von CDU/CSU und SPD, darunter Karl Lauterbach und Hermann Gröhe, an die deutschen Ministerpräsidenten, in welchem diese ein Sexkaufverbot im Zusammenhang mit der Covid-19-Pandemie forderten. Sexuelle Dienstleistungen stünden im Widerspruch zu den Abstandsregelungen, „zudem würden bei der Nachverfolgung von Infektionsketten Kontakte mit Sexarbeiterinnen und Sexarbeitern meist verschwiegen“. Der offene Brief forderte über die pandemiebedingten Kontaktbeschränkungen hinaus ein Sexkaufverbot nach dem Nordischen Modell. Die Linkspartei (Die Linke.queer) warf den Unterzeichnenden „Doppelmoral“ vor.
Im von ihr produzierten Dokumentarfilm Freier Wille thematisierte sie im Jahr 2022 Sexkauf und die Folgen. Die Premiere war im April 2022 in Aalen.

### Transsexuellengesetz
Im Zusammenhang mit der Abstimmung über den von Bündnis 90/Die Grünen vorgelegten Entwurf zur Aufhebung des Transsexuellengesetzes und Einführung eines Selbstbestimmungsgesetzes im Mai 2021 erfuhr Breymaier heftige Kritik aus den eigenen Reihen, seitens der SPDqueer, aber auch seitens der Opposition. Breymaier stimmte im Einklang mit dem Koalitionsvertrag zusammen mit der SPD-Bundestagsfraktion gegen den Entwurf zu einem Selbstbestimmungsgesetz, das von Betroffenen als entwürdigend empfundene und kostenintensive amtliche Verfahren zur Personenstands- und Namensänderung vereinfachen sollte. In einer Stellungnahme auf Facebook gab sie jedoch zu verstehen, dass sie unabhängig von der Koalitionsdisziplin gegen das Gesetz gestimmt hätte. Kritisiert wird an ihrer Stellungnahme, dass Breymaier darin über die Gesetzesentwürfe hinausgehende Thematiken mit der aktuellen Abstimmung vermische. Dies brachte ihr unter anderem von Mara Geri, der Landesvorsitzenden der SPDqueer in Berlin, den Vorwurf der Uninformiertheit ein. Transsexuellenvertretungen kritisierten ihre Haltung ebenfalls als „Doppelmoral“ vor dem Hintergrund, dass Breymaier selbst eine amtliche Vornamensänderung vorgenommen habe.

## Mitgliedschaften und Ehrenämter
Breymaier wurde 2004 für die Initiative Qualitätsoffensive Brustkrebs mit dem Barbara-Künkelin-Preis der Stadt Schorndorf ausgezeichnet. Sie war Vorsitzende des Kuratoriums der Carlo-Schmid-Stiftung. Leni Breymaier ist Mitbegründerin und Vorstandsmitglied bei Sisters e. V. Sie ist im Beirat der Initiative Datenbank für Spitzenfrauen. Seit Januar 2024 ist Breymaier im Kuratorium Stiftung Bundespräsident-Theodor-Heuss-Haus.